# Xoşbulaq
Xoşbulaq è un comune dell'Azerbaigian situato nel distretto di Daşkəsən. Conta una popolazione di 1 917 abitanti.